# Amansiella trilobata
Amansiella trilobata (лат.) — вид панцирных клещей (Oribatida), единственный в составе рода Amansiella из семейства Canestriniidae отряда Саркоптиформные клещи. Крым: Ялта.

## Описание
Мелкие клещи (длина идиосомы самки 0,4 мм, ширина около 0,4 мм, другие самки и самец меньше). От близких групп отличаются следующими признаками: задний край опистосомы самца с 3 долями (округлый у Pseudamansia), сеты se, cp и f2 самцов очень длинные (макросеты) (намного короче у Pseudamansia), ноги III и IV увеличены (не увеличены у Pseudamansia), самки без шиповидных структур на дорсальной поверхности гистеросомы (с шиповидными структурами у Pseudamansia). Ассоциированы с жуками-листоедами Timarcha teneiyricosa F. (Coleoptera: Chrysomelidae, Timarcha), под надкрыльями которого обнаружены.

## Классификация
Вид был впервые описан в 2001 году и выделен в отдельный род Amansiella в составе Canestriniidae. Род обладает сходством с Pseudamansia Cooreman, 1950 (своими короткими дорсальными и вентральными щетинками, наличием аданальных и присосок у самцов и выбором хозяев). Семейство включают в надсемейство Canestrinioidea.